# Потапов Олександр Якович
Олександр Якович Потапов (12 жовтня 1911, Щербинівський рудник, тепер місто Торецьк Донецької області — 29 жовтня 1984, місто Донецьк) — український радянський діяч, начальник комбінату «Артемвугілля» Донецької області. Герой Соціалістичної Праці (29.06.1966). Депутат Верховної Ради УРСР 6—7-го скликань. Член ЦК КПУ в 1966—1971 р.

## Біографія
Народився в родині шахтаря. Трудову діяльність розпочав у одинадцятирічному віці сільськогосподарським робітником. З 1925 року працював на шахті імені Дзержинського розсильним рудничного комітету гірників, лампівником. З січня 1928 року — табельник розрахункового відділу шахти імені Дзержинського Щербинівського рудника. Одночасно вчився на промисловому робітничому факультеті.
У 1930—1935 роках — студент Московського гірничого інституту.
У січні 1936—1939 роках — гірничо-технічний інспектор; начальник дільниці, помічник головного інженера шахти імені Кірова тресту «Востокуголь» Черемхівського вугільного басейну Іркутської області. У 1939—1940 роках — начальник шахти імені Кірова тресту «Востокуголь» Іркутської області РРФСР.
Член ВКП(б) з 1939 року.
У червні 1940 — червні 1942 року — головний інженер тресту «Востокуголь» Іркутської області РРФСР.
У червні 1942 — січні 1948 року — керуючий тресту «Кемеровуголь» Кемеровської області РРФСР.
У січні 1948 — жовтні 1949 року — заступник начальника комбінату «Кузбассуголь» Кемеровської області РРФСР.
У жовтні 1949 — липні 1950 року — начальник шахти № 5-6 імені Димитрова у місті Димитрові Сталінської області (нині Мирноград Донецької області).
У липні 1950 — 1961 року — керуючий тресту «Красноармійськвугілля» міста Красноармійськ Сталінської області; заступник голови Ради народного господарства Сталінського економічного адміністративного району (раднаргоспу).
У грудні 1961 — лютому 1963 року — начальник комбінату «Артемвугілля» міста Горлівки Донецької області.
З лютого 1963 до 1965 року — заступник голови Ради народного господарства Донецького економічного району.
У 1965 — 1970 року — начальник комбінату «Артемвугілля» міста Горлівки Донецької області.
Потім — на пенсії в Донецьку, працював у Донецькому науково-дослідному вугільному інституті. Похований на Мушкетівському цвинтарі Донецька.

## Нагороди
- Герой Соціалістичної Праці (29.06.1966)
- два ордени Леніна (,29.06.1966)
- орден Жовтневої Революції
- два ордени Трудового Червоного Прапора
- орден «Знак Пошани»
- медалі
- Заслужений шахтар Української РСР (26.08.1960)